# Thilo Kehrer
Thilo Kehrer (Tübingen, 1996. Szeptember 21 –) német válogatott labdarúgó, az Monaco játékosa.

## Magánélete
Kehrer Németországban született. Édesapja német, édesanyja burundi származású.

## Pályafutása

### Schalke 04
Kehrer a Schalke 04 ifjúsági akadémiáján nevelkedett. 2016. február 6-án debütált a német élvonalban (Bundesliga) a VfL Wolfsburg ellen 3–0-ra megnyert találkozón. 2017. április 1-jén megszerezte első gólját a Borussia Dortmund elleni derby-n és ezzel 1–1 lett a mérkőzés vége.
2018. május 5-én a Schalke a második lett a bajnokságban a Bayern München mögött, amellyel kvalifikálták magukat a 2018–19-es UEFA-bajnokok ligájába.

### Paris Saint-Germain
2018. augusztus 16-án bejelentették, hogy 37 millió euróért megvette a francia Paris-Saint Germain FC. A francia bajnokságban (Ligue 1) egy Angers elleni meccsen mutatkozott be, amelyen az éppen kilépni készülő Flavian Tait alá kíméletlenül becsúszott, amelynek következtében a játékvezető sárga lapot adott neki és tizenegyest ítélt. A félidőben Thomas Tuchel vezetőedző le is cserélte. A PSG gyorsan reagált és végül 3–1-re legyőzték ellenfelüket.

### West Ham United
2022. augusztus 17-én 4+2 éves szerződést kötött az angol West Ham United csapatával.

### AS Monaco
2024. január 5-én a szezon végéig kölcsönbe került vételi opcióval a Monaco csapatához. 2024 májusában a Monaco élt a vásárlási opciójával és négyéves szerződés kötött vele.

### A válogatottban
Többszörös német utánpótlás-válogatott. 2017-ben megnyerte az U21-es Európa-bajnokságot és a nemzeti gárda csapatkapitánya is volt a Koszovó, Azerbajdzsán és az Izrael elleni mérkőzéseken.
2018. augusztus 29-én meghívót kapott a német felnőtt válogatottba. A 2018–19-es UEFA Nemzetek Ligájában is pályára lépett, valamint a Franciaország és Peru elleni barátságos meccseken is.

## Statisztika

### Klubokban
2023. június 7-én frissítve.
| Klub                | Szezon           | Liga             | Liga  | Liga | Kupa  | Kupa | Ligakupa | Ligakupa | Európa | Európa | Egyéb | Egyéb | Összesen | Összesen |
| Klub                | Szezon           | Bajnokság        | Mérk. | Gól  | Mérk. | Gól  | Mérk.    | Gól      | Mérk.  | Gól    | Mérk. | Gól   | Mérk.    | Gól      |
| ------------------- | ---------------- | ---------------- | ----- | ---- | ----- | ---- | -------- | -------- | ------ | ------ | ----- | ----- | -------- | -------- |
| Schalke 04          | 2015–2016        | Bundesliga       | 1     | 0    | 0     | 0    | —        | —        | 0      | 0      | —     | —     | 1        | 0        |
| Schalke 04          | 2016–2017        | Bundesliga       | 16    | 1    | 1     | 0    | —        | —        | 8      | 0      | —     | —     | 25       | 1        |
| Schalke 04          | 2017–2018        | Bundesliga       | 28    | 3    | 5     | 0    | —        | —        | —      | —      | —     | —     | 33       | 3        |
| Schalke 04          | Összesen         | Összesen         | 45    | 4    | 6     | 0    | —        | —        | 8      | 0      | —     | —     | 59       | 4        |
| Paris Saint-Germain | 2018–2019        | Ligue 1          | 27    | 1    | 5     | 0    | 1        | 0        | 7      | 0      | —     | —     | 40       | 1        |
| Paris Saint-Germain | 2019–2020        | Ligue 1          | 7     | 1    | 5     | 0    | 3        | 0        | 5      | 0      | 1     | 0     | 21       | 1        |
| Paris Saint-Germain | 2020–2021        | Ligue 1          | 24    | 0    | 4     | 0    | —        | —        | 5      | 0      | 0     | 0     | 33       | 0        |
| Paris Saint-Germain | 2021–2022        | Ligue 1          | 27    | 2    | 3     | 0    | —        | —        | 3      | 0      | 1     | 0     | 34       | 2        |
| Paris Saint-Germain | Összesen         | Összesen         | 85    | 4    | 17    | 0    | 4        | 0        | 20     | 0      | 2     | 0     | 128      | 4        |
| West Ham United     | 2022–2023        | Premier League   | 27    | 0    | 1     | 0    | 0        | 0        | 10     | 0      | —     | —     | 38       | 0        |
| Karrier összesen    | Karrier összesen | Karrier összesen | 176   | 8    | 24    | 0    | 4        | 0        | 38     | 0      | 2     | 0     | 244      | 8        |

### A válogatottban
2023. március 28-án frissítve.
| Németország | Németország | Németország |
| Év          | Mérkőzés    | Gól         |
| ----------- | ----------- | ----------- |
| 2018        | 4           | 0           |
| 2019        | 3           | 0           |
| 2020        | 2           | 0           |
| 2021        | 8           | 0           |
| 2022        | 8           | 0           |
| 2023        | 2           | 0           |
| Összesen    | 26          | 0           |

## Sikerei, díjai

### Klubokban
Paris Saint-Germain
- Francia bajnok: 2018–2019, 2019–2020,[15] 2021–2022[16]
- Francia kupa: 2019–2020,[17] 2020–2021[18]
- Francia kupa: 2019–2020
- Francia szuperkupa: 2019[19]

West Ham United
- UEFA Konferencia Liga: 2022–2023[20]

### A válogatottban
Németország U21
- U21-es Európa-bajnokság: 2017[21]